# Yfaat Weiss

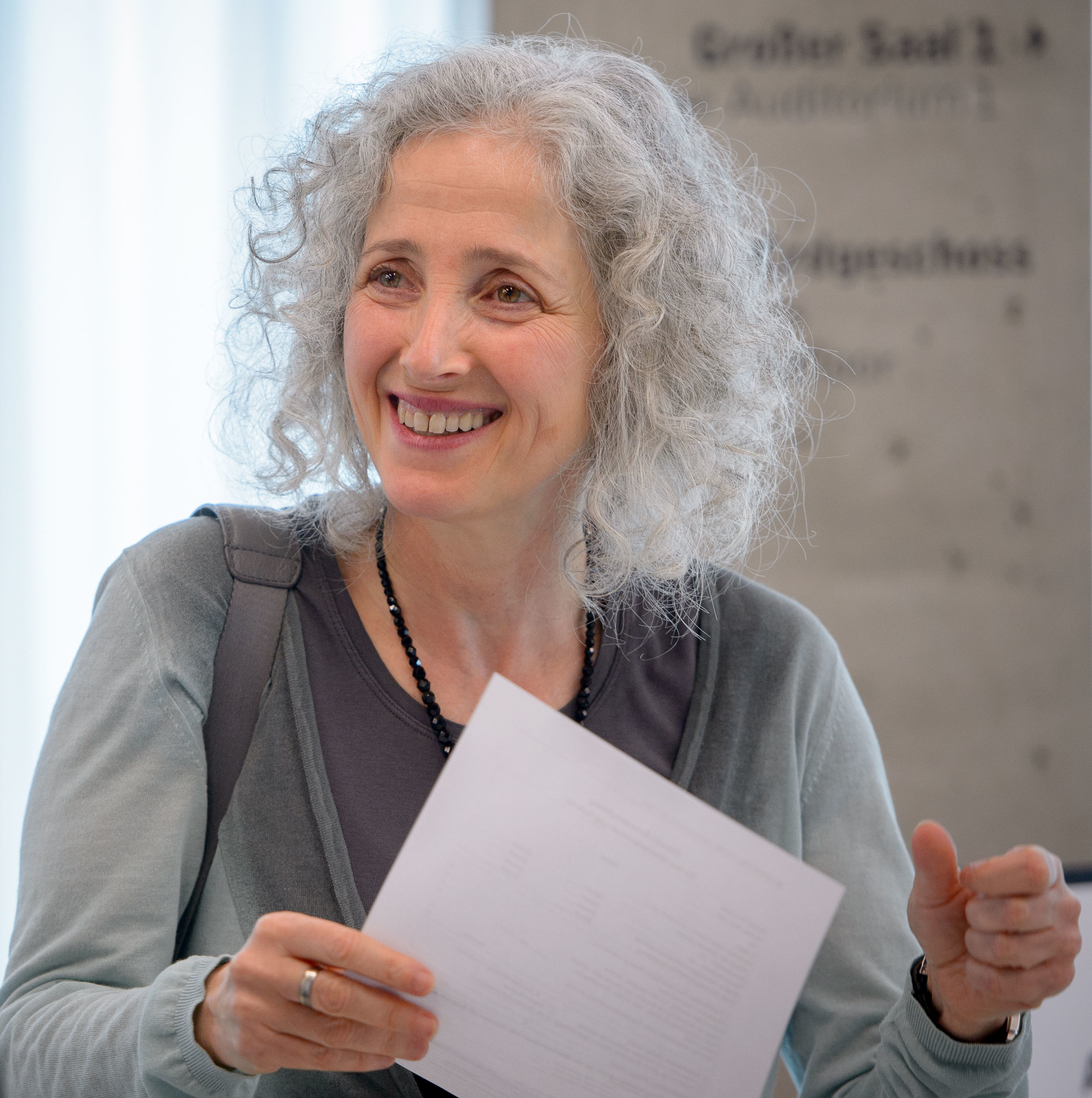
Yfaat Weiss, 2015

Yfaat Weiss (hebräisch יִפְעַת וַיְיס Jifʿat Wajs; * 1962 in Haifa) ist eine israelische Historikerin. Sie ist Professorin für Jüdische Geschichte an der Hebräischen Universität in Jerusalem und Direktorin des Leibniz-Instituts für jüdische Geschichte und Kultur – Simon-Dubnow in Leipzig.

## Leben
Yfaat Weiss studierte Geschichte und Neueren deutschen Literatur an der Universität Hamburg und promovierte 1997 an der Universität Tel Aviv zum Thema: »Staatsbürgerschaft und Ethnizität. Deutsche und polnische Juden am Vorabend des Holocaust«. Von 1997 bis 2006 arbeitete sie an der Universität Tel Aviv, zunächst als Senior Lecturer und anschließend Associate Professor. Von 1997 bis 1999 war sie zudem Wissenschaftliche Assistentin am Historischen Seminar der Universität München. Sie war Gründerin und zwischen 2001 und 2008 Leiterin des Bucerius Institute for Research of Contemporary German History and Society an der Universität Haifa. 2008 wurde sie als Professorin an die Hebräische Universität Jerusalem berufen und leitete dort bis 2011 die Fakultät für Geschichte. Von 2010 bis 2017 war sie Direktorin des Franz Rosenzweig Minerva Research Centers an der Hebräischen Universität. Seit April 2017 ist sie Direktorin des Dubnow-Instituts in Leipzig, das 2018 in die Leibniz-Gemeinschaft aufgenommen wurde, sowie Professorin für Neuere Geschichte, insbesondere jüdische Geschichte, an der Universität Leipzig.
Weiss war 2003 Fellow am Internationalen Forschungszentrum Kulturwissenschaften in Wien, 2005 bis 2006 Fellow am Hamburger Institut für Sozialforschung, 2007 Fellow am Remarque Institute der New York University, 2007 bis 2008 am International Institute for Holocaust Research – Yad Vashem, 2008 Gastwissenschaftlerin am Wissenschaftszentrum Berlin für Sozialforschung, Visiting Professor und Anna Lindh Fellow am Europe Center der Stanford University, 2014 bis 2015 EURIAS Senior Visiting Fellow am Institut für die Wissenschaften vom Menschen in Wien und 2017 Honorary Fellow am Historischen Kolleg in München. Sie ist seit 2018 Mitglied des Internationalen Wissenschaftlichen Beirats des Wiener Wiesenthal Instituts für Holocaust-Studien (VWI) und des Leibniz-Zentrums für Literatur- und Kulturforschung, Berlin. Seit 2019 ist sie zudem Mitglied der Wissenschaftlichen Beiräte des Jüdischen Museums Berlin und des Leonid Nevzlin Center for Russian and East European Jewry. Ihre Forschungsschwerpunkte liegen im Bereich deutscher, jüdischer und israelischer Geschichte, Zeitgeschichte mit den Schwerpunkten Raum, Materielle Kultur, (jüdische) Kulturrestitution und Gedächtnis sowie Universitätsgeschichte und Wissenstransfer. 
Im August 2023 war Weiss eine der Unterzeichnerinnen der Petition „The Elephant in the Room“, die Israels Besetzung der Palästinensergebiete als ein Apartheid-Regime verurteilte.

## Auszeichnungen
2012 erhielt Yfaat Weiss den mit 7.500 Euro dotierten Hannah-Arendt-Preis für politisches Denken. Anlass war die Veröffentlichung der deutschen Übersetzung ihres Buches Verdrängte Nachbarn. Wadi Salib – Haifas enteignete Erinnerung, in dem sie am Beispiel eines Stadtviertels Haifas die Vertreibung, Enteignung und Ansiedlung verschiedener ethnischer und religiöser Minderheiten und die damit verbundenen zivilgesellschaftlichen Auseinandersetzungen beschreibt. „Durch ihre Forschungen öffnet Frau Weiss den Blick für ein neues Denken über das Zusammenleben von ethnischen Gruppen und Minoritäten in Israel“, urteilte die Jury zur Begründung. Ebenfalls 2012 wurde sie für ihre herausragende Leistungen in Forschung, Lehre und für das akademische Leben der Universität mit dem The Hebrew University Rector Prize ausgezeichnet.
2015 erhielt Weiss den Polonsky Prize for Creativity and Originality in the Humanistic Disciplines für die hebräische Übersetzung von Lea Goldberg. Lehrjahre in Deutschland 1930–1933.
Seit 2019 ist Weiss Mitglied der Sächsischen Akademie der Wissenschaften.

## Schriften (Auswahl)
- Verfehlte Mission. Das geteilte Jerusalem und die Vereinten Nationen. Aus dem Hebräischen von Jan Eike Dunkhase. Jüdischer Verlag/Suhrkamp, 2025, ISBN 978-3-633-54337-3 (über die geteilte israelisch-jordanische Skopusberg-Exklave/Enklave 1948–1967)
- Uzi Rebhun, Yfaat Weiss (Hrsg.): The History of The Hebrew University of Jerusalem. The Nation-State and Higher Education. Magnes Press 2024, ISBN 978-965-7808-37-5 (Hebräisch).
- Efrat Gal-Ed, Natasha Gordinsky, Sabine Koller, Yfaat Weiss (Hrsg.): In Thier Surroundings. Localizing Modern Jewish Literatures in Eastern Europe. Vandenhoeck & Ruprecht, 2022/2023, ISBN 978-3-666-30611-2 (digital) (englisch, kostenfreier Volltext im Open Access)
- Niemandsland. Hader am Berg Scopus. Aus dem Hebräischen von Jan Eike Dunkhase. Vandenhoeck & Ruprecht, Göttingen 2021, ISBN 978-3-525-35825-2.
- Elisabeth Gallas, Anna Holzer-Kawalko, Caroline Jessen, Yfaat Weiss (Hrsg.): Contested Heritage. Jewish Cultural Property after 1945. Vandenhoeck & Ruprecht, Göttingen 2020, ISBN 978-3-525-31083-0 (englisch, kostenfreier Volltext im Open Access [PDF; 24,3 MB]).
- Verdrängte Nachbarn. Wadi Salib – Haifas enteignete Erinnerung. Aus dem Hebr. von Barbara Linner. Hamburg: Hamburger Edition HIS, 2012 (2007, he)
- Lea Goldberg: Lehrjahre in Deutschland 1930–1933. Aus dem Hebräischen von Liliane Meilinger. Mit einem Vorwort von Dan Diner, Göttingen: Vandenhoeck & Ruprecht, 2010
- Y. Weiss; M. Gilad (Hrsg.): Memory and Amnesia: The Holocaust in Germany. Tel Aviv: Hakibbutz Hameuchad Publishing House, 2005 (he)
- D. Levy; Y. Weiss (Hrsg.): Challenging Ethnic Citizenship: German and Israeli Perspectives on Immigration. New York: Berghahn Books, 2002 (en)
- Staatsbürgerschaft und Ethnizität. Deutsche und polnische Juden am Vorabend des Holocaust. Aus dem Hebr. übers. von Matthias Schmidt. München: Oldenbourg, 2000. Tel Aviv, Univ., Diss., 1997
- M. Brenner; Y. Weiss (Hrsg.): Zionistische Utopie – israelische Realität. Religion und Politik in Israel. München: C.H. Beck, 1999
- Schicksalsgemeinschaft im Wandel. Jüdische Erziehung im nationalsozialistischen Deutschland 1933-1938 (= Hamburger Beiträge zur Sozial- und Zeitgeschichte. Band 25). Hans Christians Verlag, Hamburg 1991, ISBN 3-7672-1127-0 (zeitgeschichte-hamburg.de [PDF; 1,2 MB]).